# 7860 Zahnle
7860 Zahnle este un asteroid din centura principală de asteroizi.

## Descriere
7860 Zahnle este un asteroid din centura principală de asteroizi. A fost descoperit pe 6 august 1980 la Stația Anderson Mesa de Edward L. G. Bowell. El prezintă o orbită caracterizată de o semiaxă mare de 2,26 ua, o excentricitate de 0,16 și o înclinație de 8,3° în raport cu ecliptica.